# Eburia consobrina
Eburia consobrina là một loài bọ cánh cứng trong họ Cerambycidae.